# Godronia viburni
Godronia viburni är en svampart som tillhör divisionen sporsäcksvampar, och som först beskrevs av Karl Wilhelm Gottlieb Leopold Fuckel, och fick sitt nu gällande namn av Rehm. Godronia viburni ingår i släktet Godronia, och familjen Helotiaceae. Arten är reproducerande i Sverige.